# Совєтська Гавань-Сортувальна
Совєтська Гавань-Сортувальна (рос. Советская Гавань-Сортировочная) — залізнична станція Комсомольського відділення Далекосхідної залізниці. Розташована в сел. Октябрське Ванінський район Хабаровський край Росія.
Станція є кінцевою для пасажирського потягу № 352 Владивосток — Совєтська Гавань
До станції Совгавань-місто — тільки вантажний рух.
Пасажири, які їдуть до Совєтської Гавані, добираються до міста на автобусах або на таксі. Раніше на привокзальній площі знаходився автовокзал, звідки виконувалися стикувальні рейси на Совгавань та Ваніно.